# Sara Serpa
Sara Serpa (Lissabon, 27 februari 1979) is een Portugese jazzzangeres en -pianiste.

## Biografie
Serpa kreeg als tiener een klassieke piano- en zangtraining. Na het behalen van een universitair diploma in sociaal werk, wendde ze zich tot de jazz en breidde ze haar opleiding uit aan de muziekschool, die is aangesloten bij de Lissabon Hot Clube de Portugal. Na haar afstuderen verhuisde ze naar Boston om te studeren aan het Berklee College of Music en vervolgens aan het New England Conservatory, waar ze in 2008 een Masters in Jazz Performance behaalde. Daarna verhuisde ze naar New York om daar in het jazzcircuit te werken. In 2008 presenteerde ze haar debuutalbum Praia (Inner Circle), waarop o.a. Greg Osby meedeed. Op het gebied van jazz was ze tussen 2005 en 2017 betrokken bij 20 opnamesessies, waaronder o.a. met Danilo Pérez (Providencia), Ran Blake (Aurora, 2012 [2]) en het Asuka Kakitani Jazz Orchestra. In 2019 was ze de winnaar in de categorie «Rising Star-Female Vocalist» bij de DownBeat Critics Poll. Serpa is getrouwd met gitarist André Matos.

## Discografie
- 2008: Greg Osby: Nine Levels (Inner Circle), met Adam Birnbaum, Nir Felder, Joseph Lepore, Hamir Atwal
- 2008: Praia
- 2010: Ran Blake & Sara Serpa: Camera Obscura (Inner Circle)
- 2010: Mobile (Inner Circle, 2010), met Kris Davis, André Matos, Ben Street, Ted Poor
- 2013: Sara Serpa & André Matos: Primavera (Inner Circle)
- 2015: Ran Blake & Sara Serpa: Kitano noir (Sunnyside)
- 2018: Close Up (Clean Feed)
- 2020: Recognition: Music For a Silent Film (Biophilia Records)

- Gemeinsame Normdatei: 1252758006
- International Standard Name Identifier: 0000 0004 4889 6643
- Library of Congress Control Number: no2011096262
- MusicBrainz: 912b1e74-8d1c-4269-b76f-783cd9ca63da
- Virtual International Authority File: 171424171
- WorldCat: E39PBJqKfMGpgBJQm4wQrVXTpP